# Repussatge dels metalls

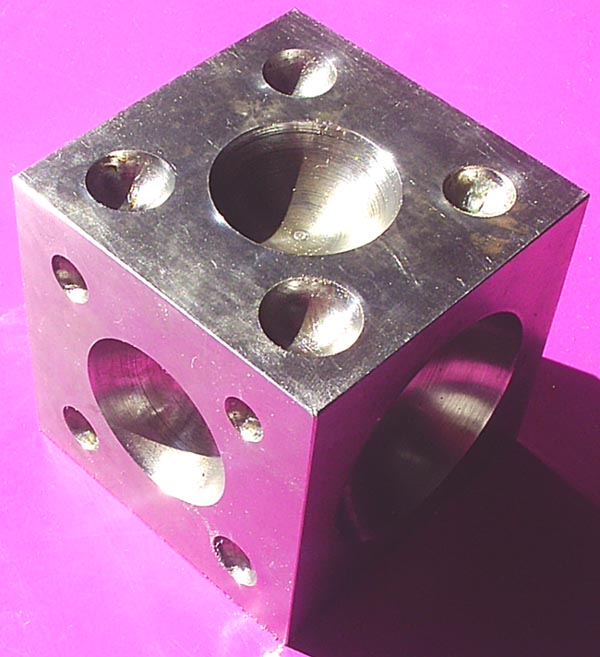
Base d'acer amb rebaixos semiesfèrics usada per a repussar.

El repussatge i *repujat (castellanisme per l'ús del sufix -at) del metall és la tècnica de conformar xapes manualment mitjançant un martell, colpejant-les sobre una base apropiada.
El repussatge permet obtenir des de formes de grans dimensions fins a detalls molt petits. Entre les aplicacions tradicionals típiques poden esmentar-se la fabricació de peces d'armadura, d'estris de coure o de joies d'or i argent.

## Detalls del procés
El repussatge del metall es practica sobre xapes relativament primes. La xapa se situa sobre una base rígida amb depressions disposades expressament i es colpeja directament amb un martell de bola o un punxó percutit amb un martell o maceta. També pot practicar-se sobre bases no rígides: fusta, sacs de sorra o blocs de plom.
Segons la força de l'impacte la xapa es deforma o abonyega localment. L'experiència de l'operari permet obtenir formes relativament complexes.
Quan el treball es practica en fred la xapa va adquirint acritud i pot ser necessari una recuita per a eliminar-la, en prevenció que es formin esquerdes. Cal considerar, també, que la xapa deformada s'estira i aprima (afeblint-se i amb possibilitat que es trenqui si s'estira massa).
A més de conformar xapes planes el repussatge pot usar-se per a aplanar xapes abonyegades.